# Styringomyia platystyla
Styringomyia platystyla är en tvåvingeart som beskrevs av Alexander 1962. Styringomyia platystyla ingår i släktet Styringomyia och familjen småharkrankar. Inga underarter finns listade i Catalogue of Life.